# Jules Eugène Lenepveu
Jules Eugène Lenepveu (Angers, 12 dicembre 1819 – Parigi, 16 ottobre 1898) è stato un pittore francese.

## Biografia
Era il secondo dei quattro figli di Frédéric René Lenepveu, parrucchiere, e di Aimée Jeanne Gentilhomme. Il fratello maggiore Charles Frédéric, era violinista dell'Opéra di Angers, il fratello minore Prosper era medico e la sorella minore Aimée era insegnante di pianoforte.
Allievo dell'école des Beaux-Arts dove è allievo di Jean-Michel Mercier a Angers poi di François Édouard Picot a Parigi, entra nell'École nationale supérieure des beaux-arts ed espone la sua opera giovanile L'Idylle nel 1843. Nel 1847 vince il prestigioso Prix de Rome e si forma in Italia. Diviene celebre per le sue vaste composizioni storiche, come i soffitti dell'Opéra Garnier (1869-1871), o del teatro di Angers (1871).
È nominato direttore dell'Accademia di Francia a Roma dal 1873 al 1878. Muore nel 1898 a Parigi. Nel 1900 gli viene dedicato un monumento nel cortile del musée des Beaux-Arts.

## Onorificenze
- 1847: Prix de Rome in pittura,

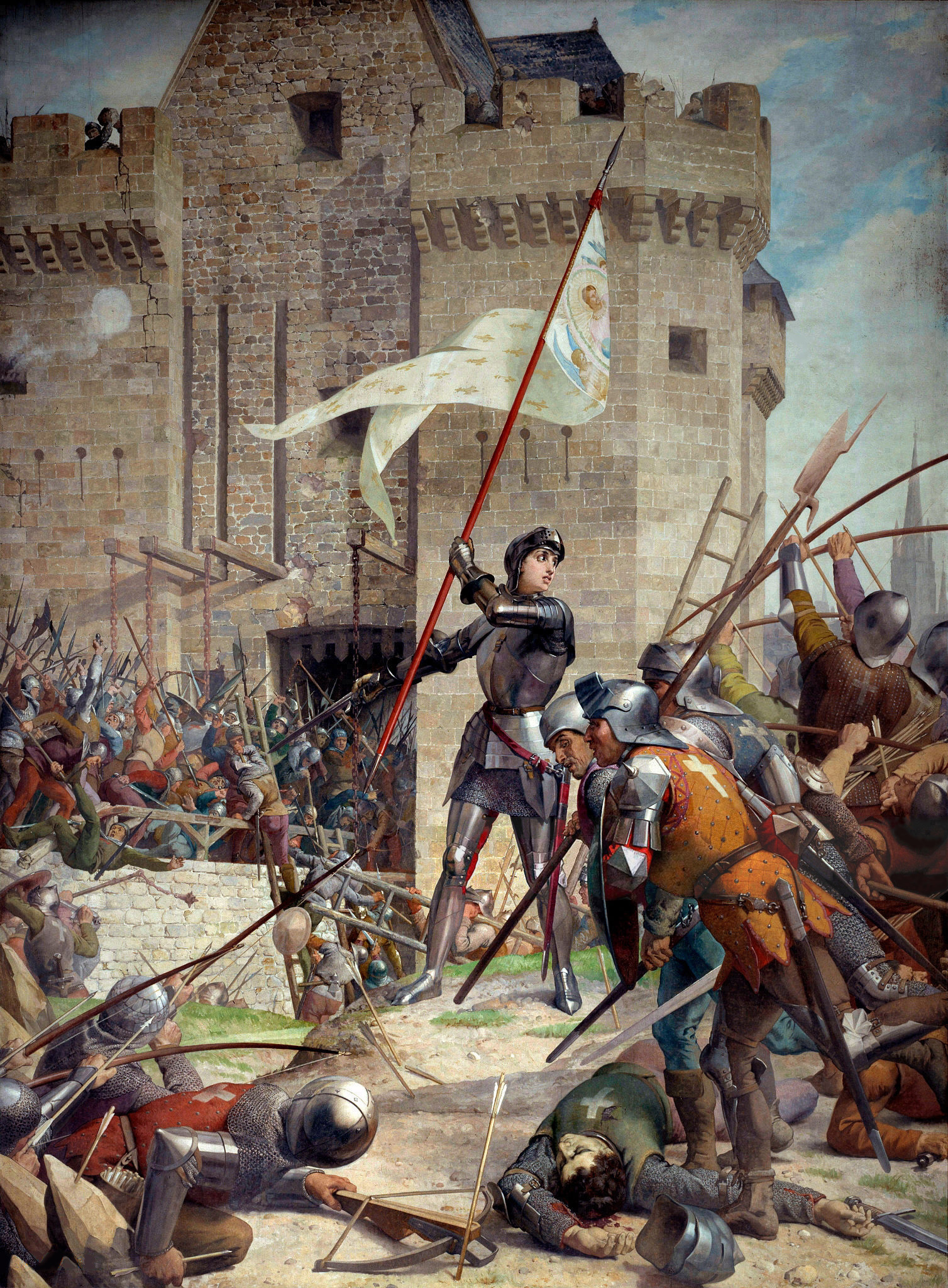
Jeanne d'Arc at the Siege of Orléans

- 1862: Cavaliere della Legion d'onore,
- 1876: Ufficiale della Legion d'onore,
- 1878: Commendatore dell'Ordine di San Gregorio Magno,
- 1893: Commendatore dell'Ordine di Isabella la Cattolica.

## Opere
- Les martyrs aux catacombes, 1855, Musée d'Orsay, olio su tela[2]
- Les Muses, 1872, Musée d'Orsay, pittura su soffitto[3]
- Jeanne d'Arc bergère, 1886 à 1890, Panthéon[4]
- Jeanne d'Arc en armure devant Orléans, 1886 - 1890, Panthéon[5]
- Jeanne d'Arc sur le bûcher à Rouen, 1886 - 1890, Panthéon[6]
- Jeanne d'Arc à Reims lors du sacre du roi Charles VII, 1886 - 1890, Panthéon[7]